# Babelsberg
Babelsberg (Muntele lui Babel)  este cel mai mare cartier al orașului Potsdam, unde în prezent se află un studiou cinematografic german. Tot aici în cartier se află gimnaziul (BFG) și Școala Superioară de actorie (HFF). Originea etimologică a cartierului provine din limba slavă cu variantele Pavelberg, Babertsberg, Boberow ultimul termen înseamnă locul unde sunt castori.  Ulterior prin anul 1938, denumirea locului a fost schimbată după denumirea biblică Babel, și din același an Babelsberg aparține de Potsdam.

## Istoric
O mică parte a cartierului aparține din 1920 de Berlin. Localitatea este amintită prima dată în anul 1375 în timpul domniei lui Carol al IV-lea al Sfântului Imperiu Roman. Babelsberg a suferit mult în timpul războiului de treizeci de ani. Localitatea a început din nou să fie repopulată cu coloniști abia prin anul 1750 în timpul lui Frederic al II-lea al Prusiei, supranumit și Frederic cel Mare. Coloniștii au fost agricultori, țesători care au sosit din Boemia.
Observatorul din Berlin și-a mutat activitatea, în 1913, la noul observator construit în parcul Babelsberg. A devenit Institutul de Astrofizică din Potsdam (în germană Leibniz-Institut für Astrophysik Potsdam), în 1990. 

## Galerie de imagini

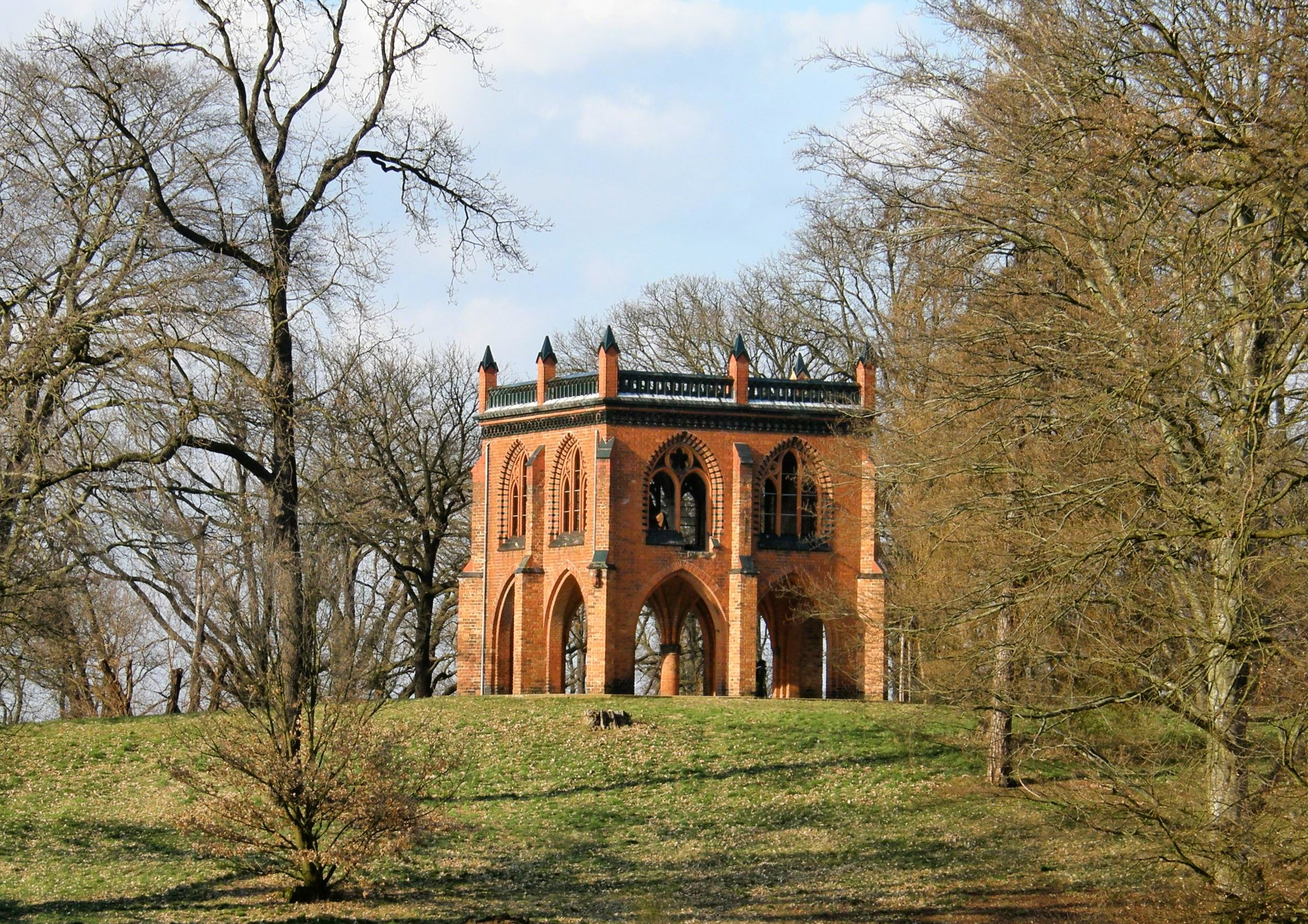
Gerichtslaube
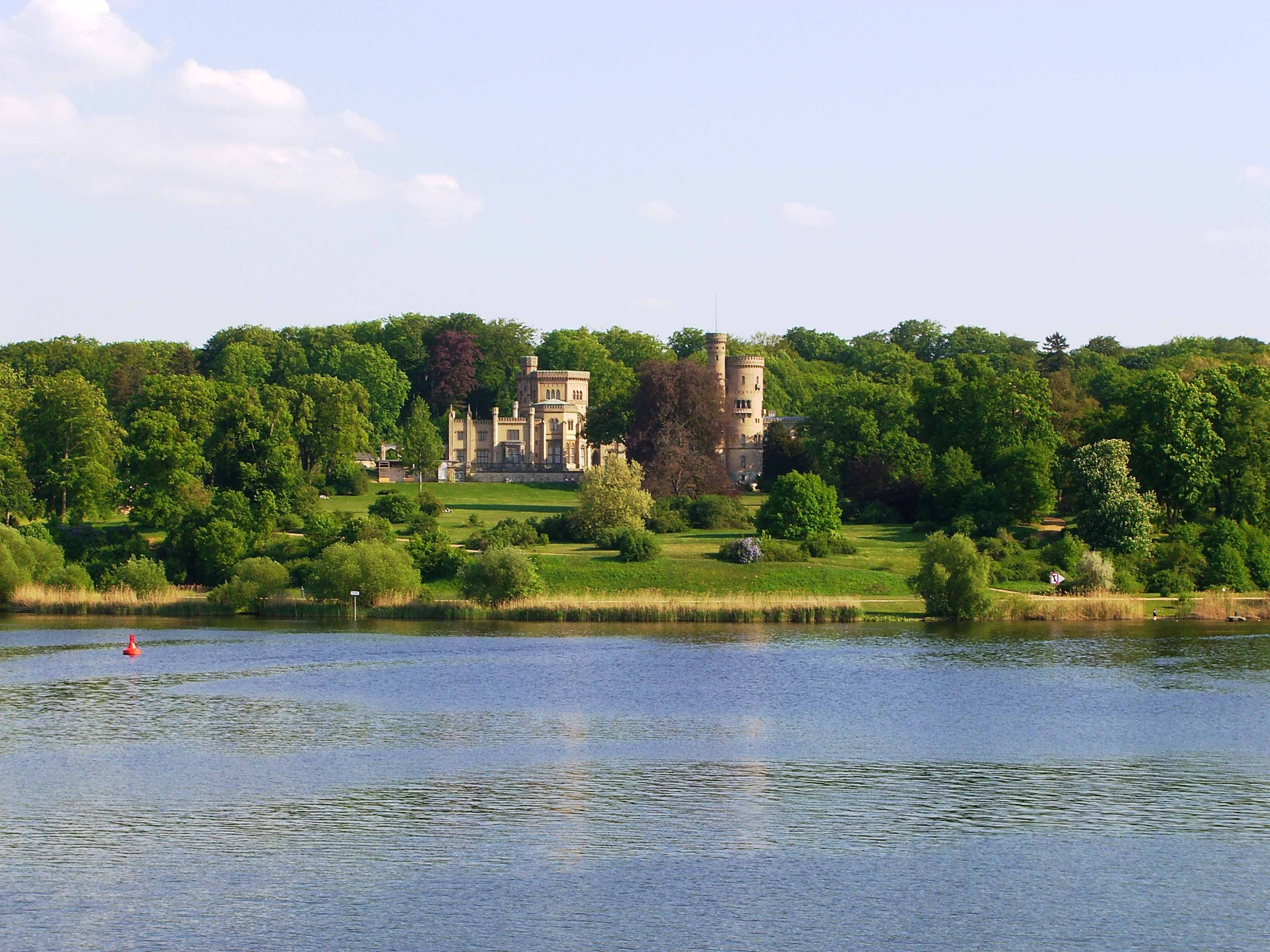
Castelul Babelsberg
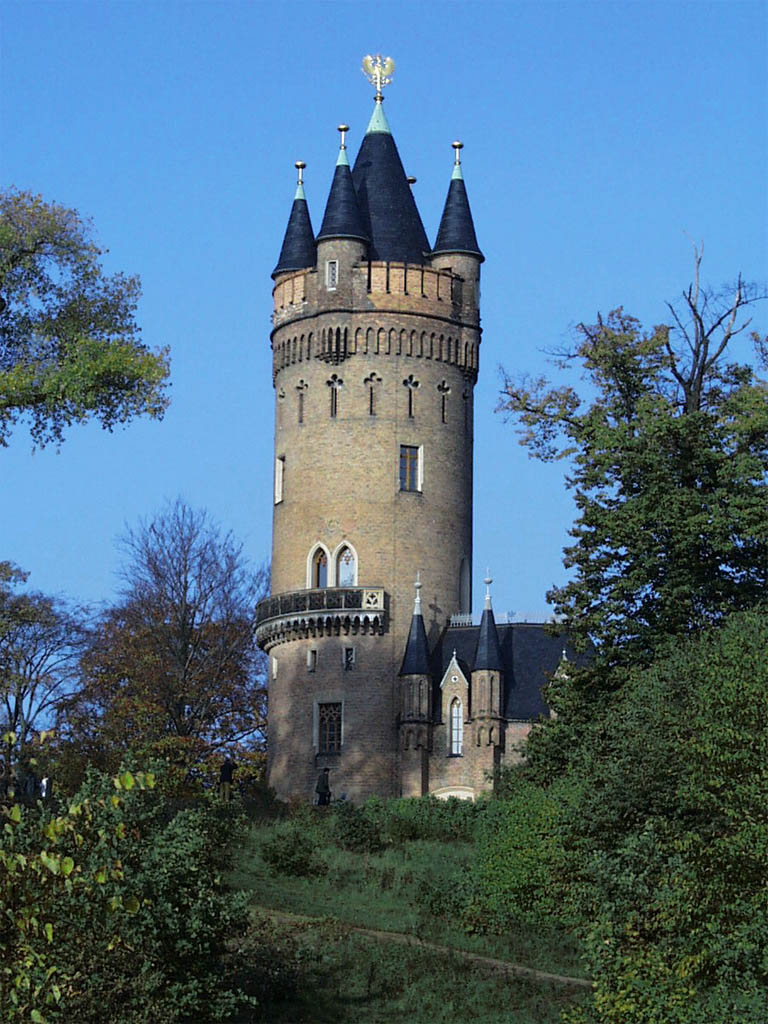
Turnul Flatow
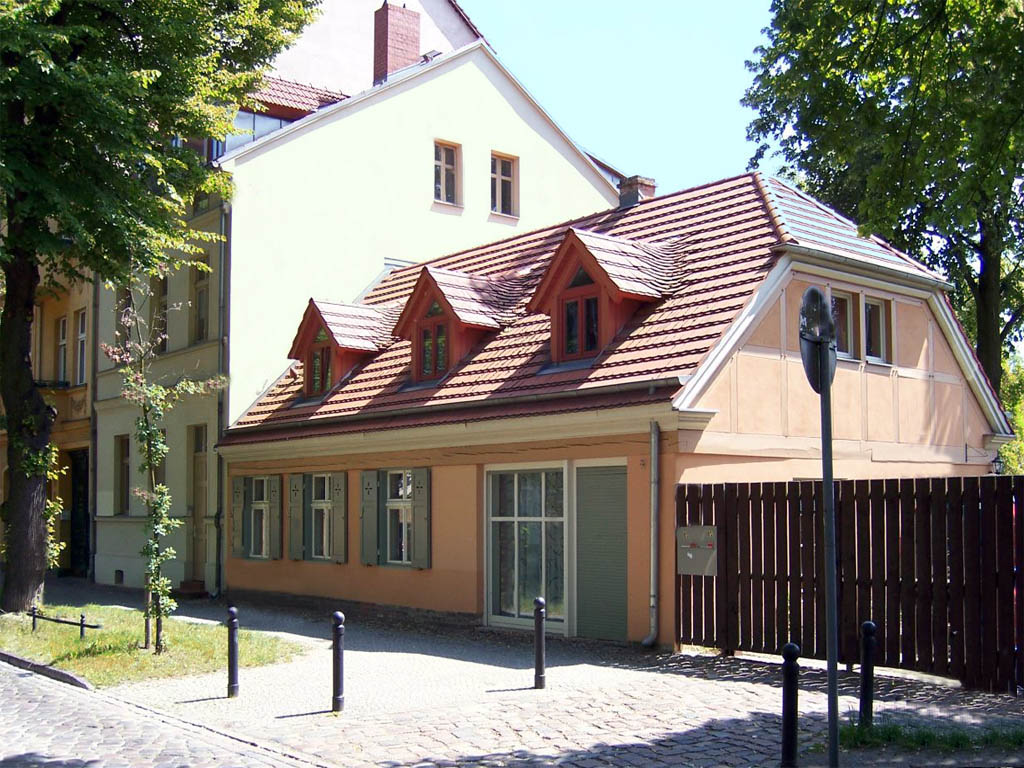
Casă de țesător
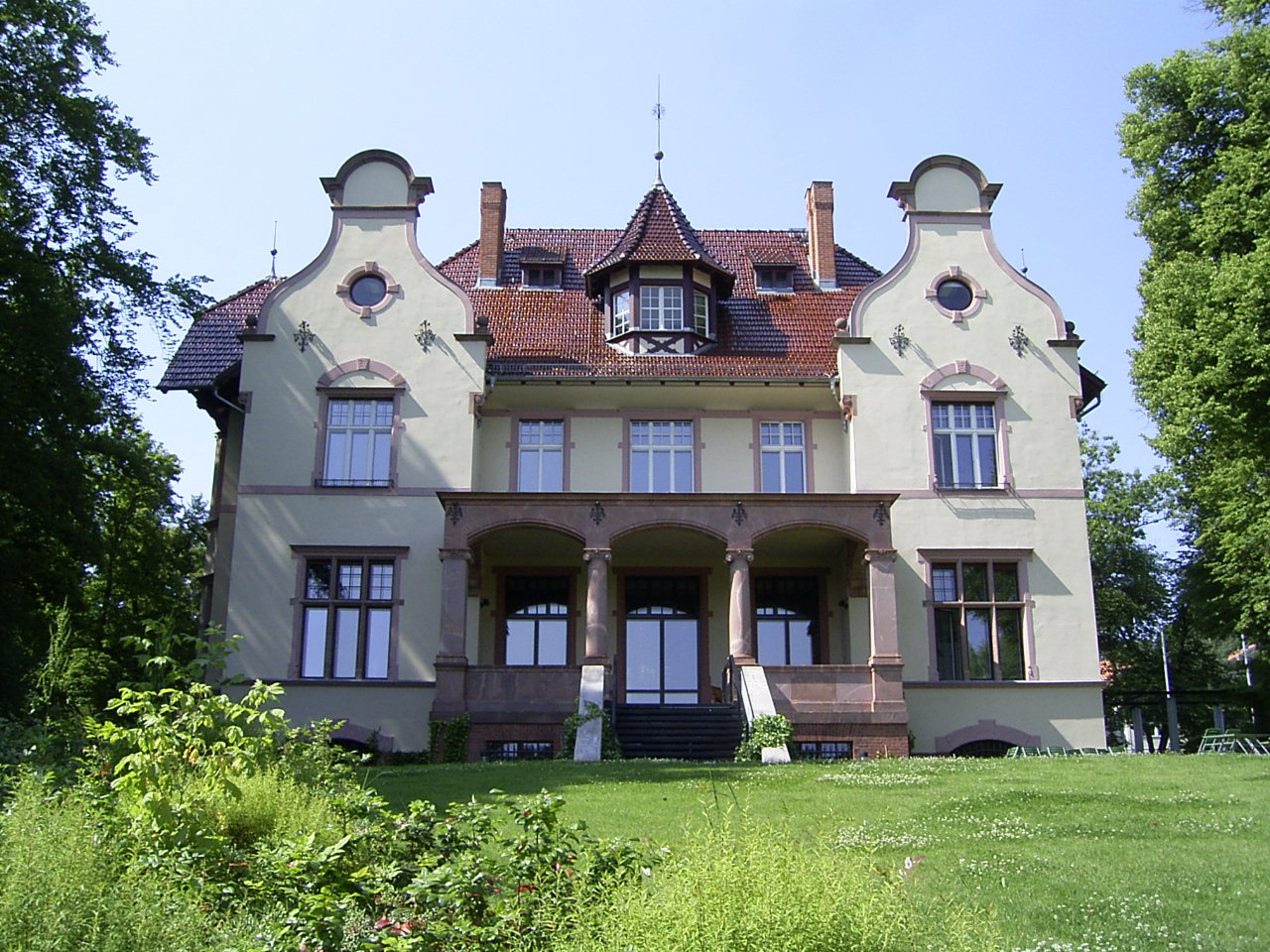
Vila Truman
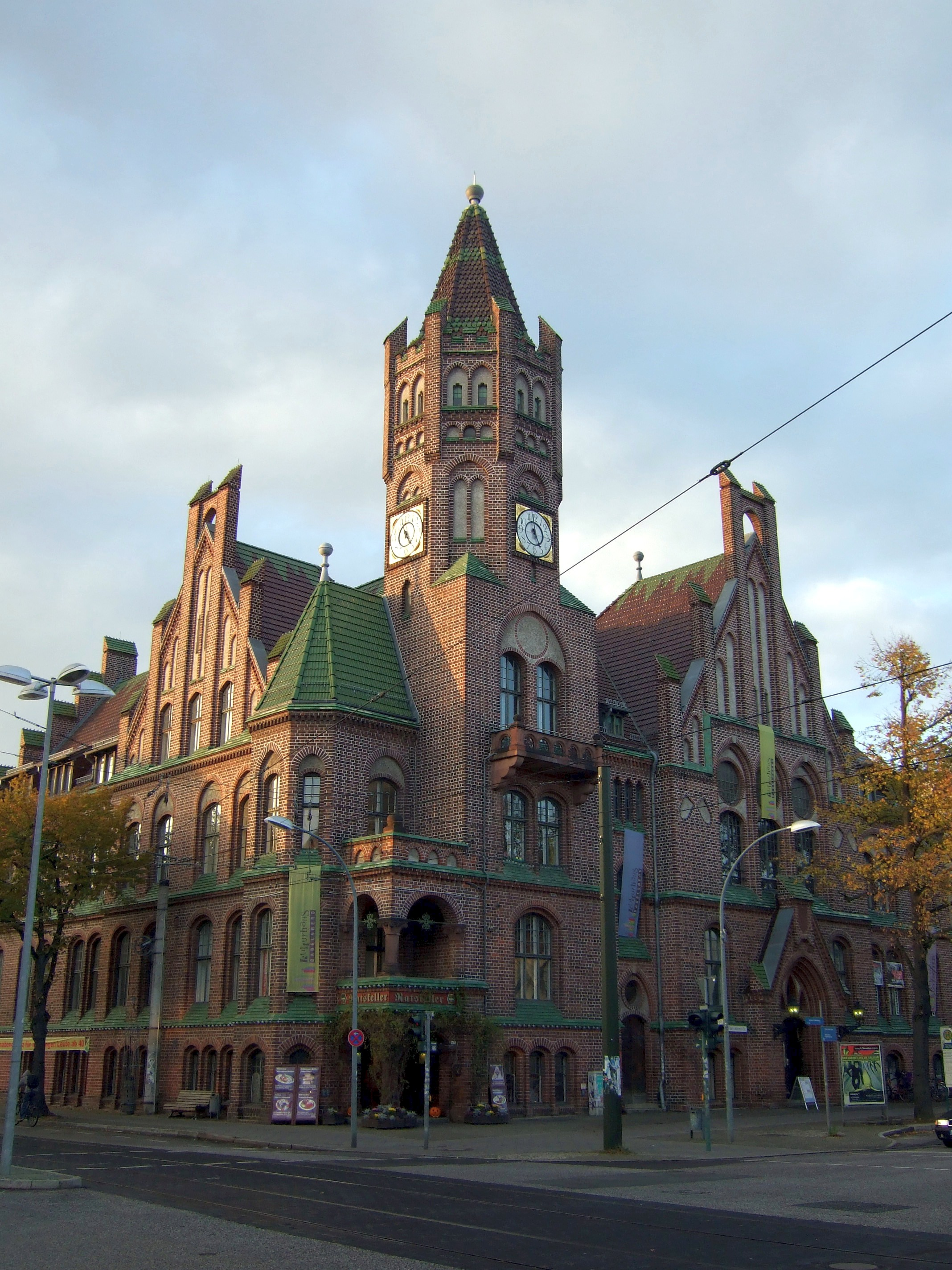
Primăria veche